# Josip Lang
Josip Lang (Lepšić kraj Ivanić-Grada, 25. siječnja 1857. – Zagreb, 1. studenoga 1924.), bio je zagrebački biskup, dobrotvor i sluga Božji.

## Životopis
Rodio se u selu Lepšić kraj Ivanić-Grada. Završio je Klasičnu gimnaziju u Zagrebu 1876. Bogosloviju je studirao u Rimu i doktorirao na Papinskom sveučilištu Gregoriani. Za svećenika je zaređen u Zagrebu 1883. Bio je duhovnik u Bolnici sestara milosrdnica u Zagrebu, duhovnik i propovjednik u matičnoj kući sestara u Frankopanskoj ulici, odgajatelj i rektor Bogoslovnog sjemeništa i župnik Župe sv. Marije na Dolcu. Bio je imenovan kanonikom, a zatim pomoćnim zagrebačkim biskupom.
Često je posjećivao bolesnike, dijeleći duhovnu i materijalnu pomoć. Svoju je mjesečnu plaću podijelio siromasima i često se morao zadužiti. Umro je 1. studenog 1924. na glasu svetosti te je pokopan u Crkvi sv. Marije na Dolcu. Vodi se postupak za njegovo proglašenje blaženim.
Godine 2002. osnovana je Zaklada "Biskup Josip Lang" za pomoć siromašnim starijim ljudima. Osnovao ju je hrvatski dobrotvor, isusovački redovnik Antun Cvek, a zagrebački bogoslovi izdaju i uređuju Vjesnik biskupa Langa. Po njemu je nazvan i trg u središtu Zagreba tzv. „Langić”.

## Vanjske poveznice
- Zaklada "Biskup Josip Lang"